# 에른스트 방정식
에른스트 방정식은 수학의 적분 가능한 비선형 편미분 방정식의 하나로 미국의 물리학자인 프레드릭 J. 에른스트의 이름을 딴 것이다.

## 에른스트 방정식
이 방정식은 다음과 같다.{\displaystyle \Re (u)(u_{rr}+u_{r}/r+u_{zz})=(u_{r})^{2}+(u_{z})^{2}.}이 방정식의 Lax 쌍 및 기타 특징에 대해서는 예를 들어 및 참고 문헌에서 찾을 수 있다.

### 용법
에른스트 방정식은 일반 상대성 이론에서 아인슈타인 방정식의 엄밀 해를 도출하기 위해 사용된다.